# Amos Kipruto
Amos Choge Kipruto (* 16. September 1992) ist ein kenianischer Leichtathlet, der sich auf die Langstreckenläufe spezialisiert hat. 2019 gewann er bei den Weltmeisterschaften in Doha die Bronzemedaille im Marathonlauf.

## Sportliche Laufbahn
Amos Kipruto gelang 2013 der Sprung in die Spitze des nationalen Läuferteams. 2014 gewann er in Istanbul ein Straßenrennen über 15 Kilometer. Ein Jahr darauf konnte er vordere Plätze bei zwei Halbmarathons, ebenfalls in der Türkei, belegen. Im April 2016 gewann Kipruto in 2:08:12 h den Rom-Marathon; 2017, im März, siegte er beim Seoul-Marathon. Seine Bestzeit von 2:05:43 h über die Marathondistanz stellte er im Oktober beim Amsterdam-Marathon auf, bei dem er als Fünfter ins Ziel kam. 2018 kam er beim Berlin-Marathon als Zweiter ins Ziel. 2019 qualifizierte er sich als einer von drei kenianischen Startern für den Marathonlauf im Rahmen der Weltmeisterschaften in Doha. In 2:10:51 h gewann er unter schwierigen klimatischen Bedingungen die Bronzemedaille mit nur etwas mehr als zehn Sekunden Rückstand auf den Weltmeister Lelisa Desisa aus Äthiopien. Damit qualifizierte er sich zudem für die Olympischen Sommerspiele 2020.
2020 belegte Kipruto in 2:08:00 h beim Tokio-Marathon den 18. Platz, nachdem er im Vorfeld eine persönliche Bestleistung in der Region um die 2:03:00 h-Marke anvisiert hatte. Anfang Dezember gelang ihm dies schließlich als er beim Valencia-Marathon den vierten Platz mit neuer Bestzeit von 2:03:30 belegte. 2021 trat er zum ersten Mal bei den Olympischen Sommerspielen an, konnte den Marathon allerdings nicht beenden.
Im März 2022 steigerte Kipruto seine Marathon-Bestzeit als Zweitplatzierter des Tokio-Marathons auf 2:03:13 h. Am 2. Oktober 2022 gewann er den London-Marathon mit einer Zeit von 2:04:39 h.
2025 gewann Kipruto den Hamburg-Marathon in einer Zeit von 2:03:46 h.

## Persönliches
Kipruto lebt und trainiert in Kapsabet. Zu seinen Trainingskameraden gehören unter anderem die Läufer Solomon Kirwa Yego und Dickson Chumba. Er ist verheiratet und Vater von Zwillingstöchtern.

## Wichtige Wettbewerbe
| Jahr              | Veranstaltung           | Ort               | Platz             | Disziplin         | Zeit              |
| Startet für Kenia | Startet für Kenia       | Startet für Kenia | Startet für Kenia | Startet für Kenia | Startet für Kenia |
| ----------------- | ----------------------- | ----------------- | ----------------- | ----------------- | ----------------- |
| 2019              | Weltmeisterschaften     | Doha              | 3.                | Marathon          | 2:10:51 h         |
| 2021              | Olympische Sommerspiele | Tokio             |                   | Marathon          | DNF               |

## Persönliche Bestleistungen
Freiluft
- 10 km: 28:37 min, 31. Dezember 2019, Bozen
- Halbmarathon: 1:00:24 h, 20. Mai 2017, Göteborg
- Marathonlauf: 2:03:13 h, 6. März 2022, Tokio